# Skandiateatern

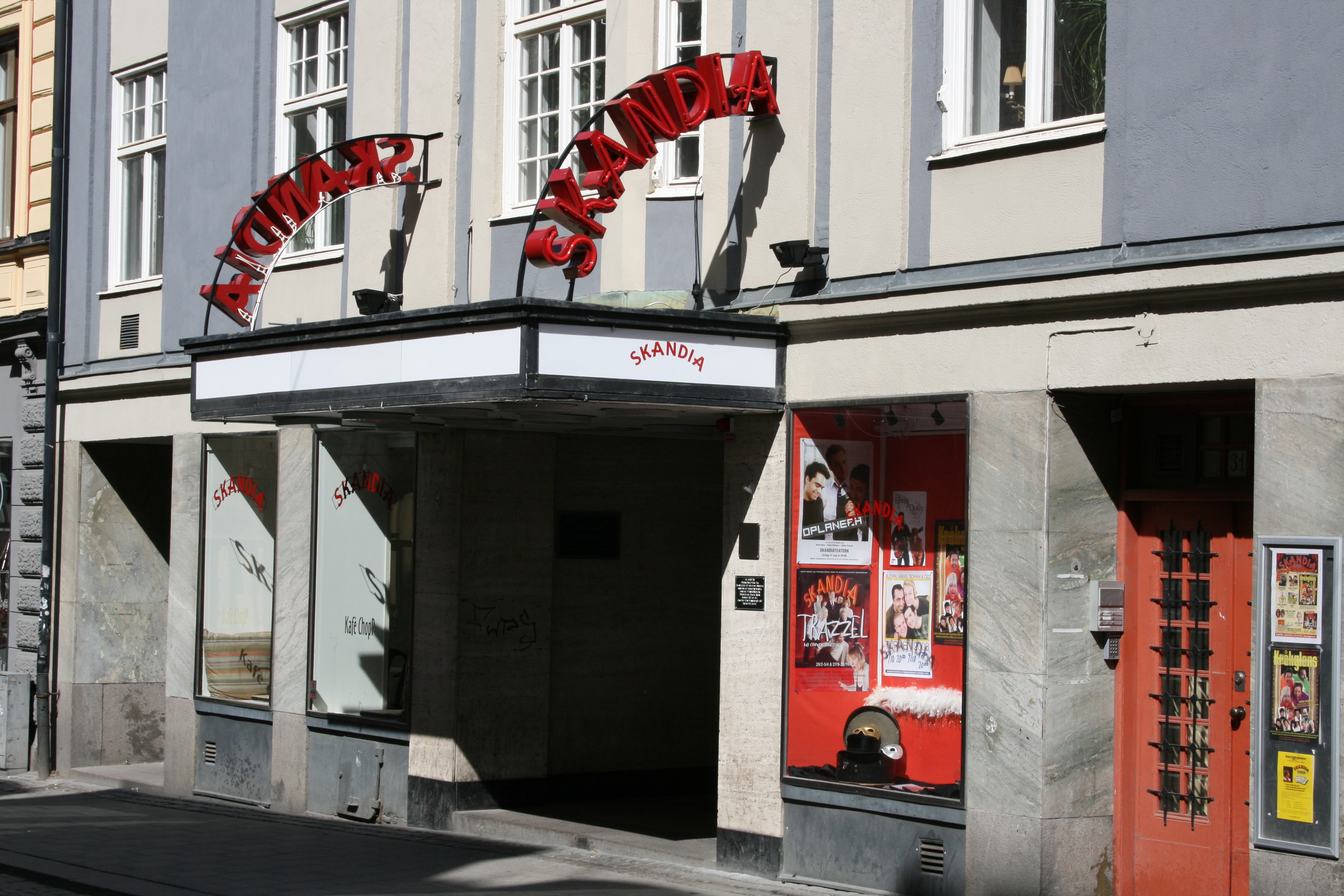
Skandiateatern

Skandiateatern är en teaterlokal i Norrköping, ursprungligen biograf, Skandiabiografen, uppförd sent 1800-tal. Lokalen har även varit en av Norrköpings mest uppskattade biljardhallar, dock behölls inredningen under denna tid. Den var hemmascen för Tjadden Hällström under 1980-talet. Här spelades revyer, musikaler och komedier under Tjaddens ledning, bland andra Brott och skratt med Jörgen Mulligan, Hello Dolly med Ewa Roos i titelrollen och Far och flyg med Jeja Sundström. Den sista produktionen hette Dame Ernas 1996. Tjadden Hällströms revyverksamhet flyttade vidare till Lilla Teatern. Efter tio år som biljardsalong återuppstod Skandiateatern i februari 2007 i Chopp Events regi med teatercheferna Carina Perenkranz och Pontus Helander vid rodret, en verksamhet som avslutades i februari 2013. Namnet Skandiateatern övertogs därefter av Chopp Event som numera turnerar i Skandiateaterns namn. Carina Perenkranz är sedan 2016 ensam ägare av bolaget.
Våren 2014 satte Studio Skandia upp musikalen RENT.

## Teaterchefter
- 1984: Tjadden Hällström
- 2007–2013: Carina Perenkranz[1]
- 2007–2013: Pontus Helander